# 道の駅ゆのたに
道の駅ゆのたに（みちのえき ゆのたに）は、新潟県魚沼市吉田にある新潟県道50号小出奥只見線の道の駅である。

## 施設
- 駐車場
  - 普通車：150台
  - 大型車：24台
  - 身障者用：2台
- トイレ

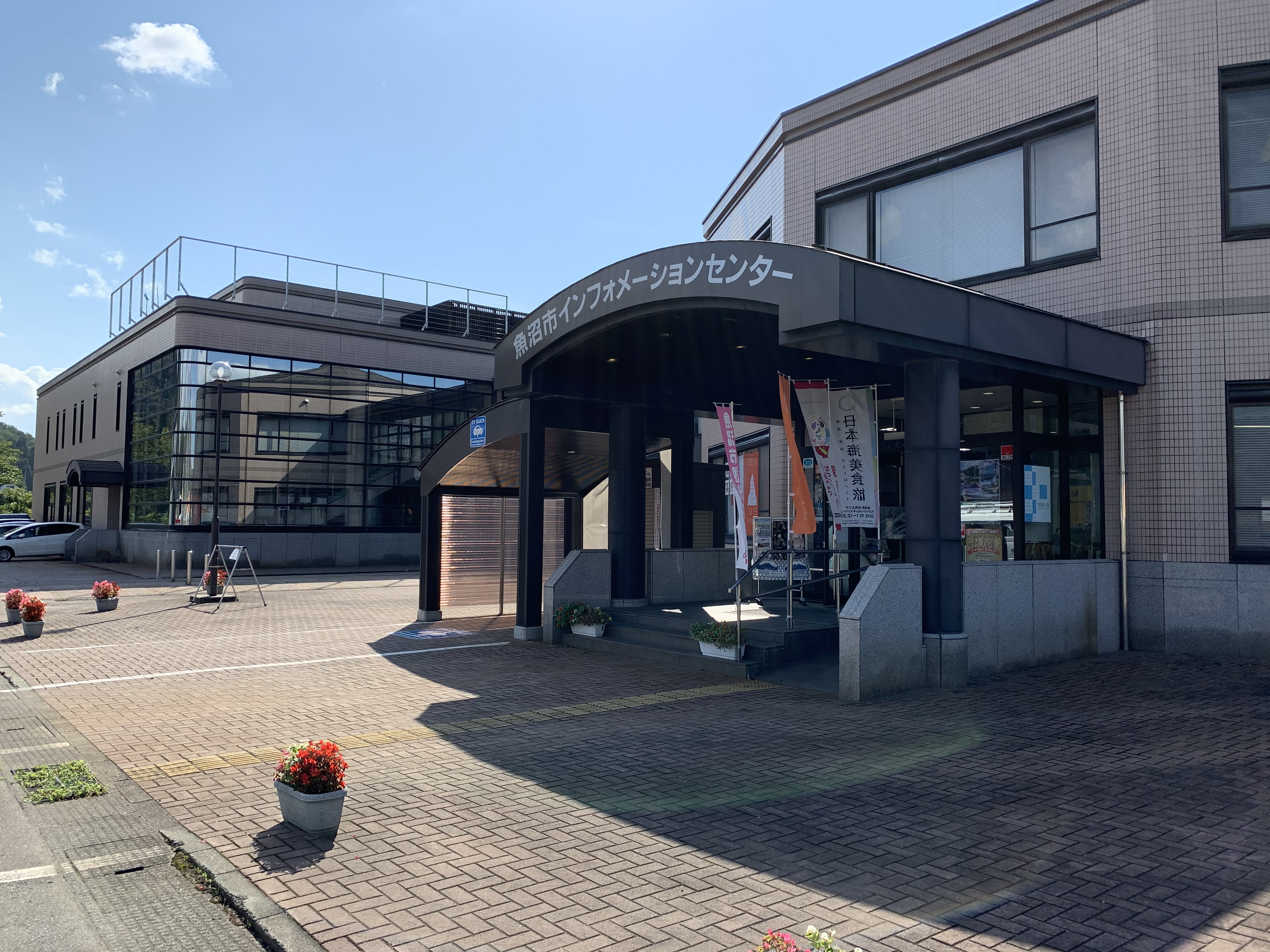
インフォメーションセンター

  - 男：大 13器（3器）、小 26器（12器）
  - 女：33器（10器）
  - 身障者用：2器（1器）

※（）内は、24時間利用可能
- 公衆電話：1台
- インフォメーションセンター
- 深雪の里（8:30 - 18:00）
  - レストラン
  - 特産品販売所

### 管理
- 魚沼市

## 休館日
- 年末年始

## アクセス
- 新潟県道50号小出奥只見線 - 登録路線
- 新潟県道70号小出守門線

## 周辺
- 関越自動車道 魚沼インターチェンジ
- 湯之谷薬師スキー場
- 湯之谷温泉郷
- 奥只見湖